# Porphyrinia anachoresis
Porphyrinia anachoresis är en fjärilsart som beskrevs av Hans Daniel Johan Wallengren 1863. Porphyrinia anachoresis ingår i släktet Porphyrinia och familjen nattflyn. Inga underarter finns listade i Catalogue of Life.